# معركة ستاندارد
وقعت معركة ستاندارد أو معركة نورثاليرتون (بالإنجليزية: Battle of the Standard)‏ في 22 أغسطس 1138 في كاوتون مور قريبًا من نورثالرتون في يوركشير. صدّت القوات الإنجليزية بإمرة وليام لو غروس هجوم الجيش الإسكتلندي بقيادة الملك ديفيد الأول ملك إسكتلندا.
أرسل ستيفن ملك إنجلترا، الذي كان في صراعٍ مع البارونات المتمردين في الجنوب، أرسل قوة صغيرة (بغالبها من المرتزقة)، والجيش الإنجليزي نفسه كان مؤلفًا من مليشيات محلية وحاشية البارونات من يوركشاير وميدلاند الشمالية. بذل رئيس أساقفة يورك ثورستان جهدًا جبارًا لحشد الجيش، وكان يبثّ في مواعظه الدينية أن مواجهة الإسكتلنديين هي تنفيذ لإرادة الربّ. لهذا السبب، عُمِد إلى تمييز قلب الجيش الإنجليزي بصارية (ستاندارد بالإنجليزية)، (مُثبّتة على عربة) تحمل صندوقًا فيه خبز القربان المقدس، وحملت الرايات المقدسة لكنائس درم، ويورك، وبيفرلي، وريبون: ومن هنا جاء اسم المعركة. كانت تلك الصارية المثبتة على العربة هي النسخة الشمالية لنوع شائع في إيطاليا في ذلك الوقت، كانت تُعرف باسم كاروتشو.
غزا الملك ديفيد إنجلترا لسببين معلنين:
- لدعم مطالبة ابنة أخته ماتيلدا بالعرش الإنجليزي ضدّ الملك ستيفن (الذي كان متزوجًا من ابنة أخت أخرى)[3]
- لتوسيع مملكته انطلاقًا من مكاسب حربه السابقة.[4]

استولت قوات ديفيد فعليًا على غالبية أراضي نورثمبرلاند، ما عدا القلاع في وارك وبامبورغ.
خلال تقدم الإسكتلنديين إلى ما وراء نهر تيز باتجاه يورك، في صباح يوم 22 أغسطس، وجدوا تشكيلات الجيش الإنجليزي أمامهم في حقول مفتوحة على بعد ميلين (3 كم) شمال نورثالرتون؛ فانتظم الإسكتلنديون في أربعة «خطوط» لمهاجمتهم. فشل الهجوم الأول، الذي شنه جنود الرماح غير المزوّدين بالدروع مقابل الجنود الإنجليز المجهّزين بالدروع (بما في ذلك الفرسان الراجلين) والذي كان مسنودًا بإطلاق سهام كثيف من الرماة. في غضون ثلاث ساعات، انفرط عقد الجيش الإسكتلندي، باستثناء تشكيلات صغيرة من الفرسان والجنود حول الملك ديفيد وابنه هنري. عند هذه النقطة، شنّ هنري هجومًا جريئًا بالفرسان الراكبين؛ ثم انسحب هو وديفيد بشكل منفصل مع مرافقيهم في حالة جيدة نسبيًا. يُزعم وقوع خسائر فادحة لدى الجانب الإسكتلندي، خلال المعركة وأثناء الانسحاب.
لم يتوغّل الإنجليز بعيدًا خلال مطاردتهم فلول الإسكتلنديين؛ عاد ديفيد إلى كارلايل وأعاد تنظيم الجيش. وفي غضون شهر، نجح التفاوض على هدنة أعطت الإسكتلنديين الفرصة لمواصلة حصار قلعة وارك، التي سقطت في نهاية المطاف. على الرغم من خسارته المعركة، حصل ديفيد لاحقًا على معظم الأراضي التي كان يسعى للسيطرة إليها (والتي تقول السجلات التاريخية إنها عُرضت عليها أصلًا قبل عبوره نهر تيز). احتفظ ديفيد بسيادته على تلك الأراضي طوال فترة الحرب اللاسلطوية، إنما بعد وفاة ديفيد، سرعان ما أُجبر خليفته مالكولم الرابع ملك اسكتلندا على تسليم مكاسب ديفيد من الأراضي لهنري الثاني ملك إنجلترا.
تُورِد بعض الروايات التاريخية المسجّلة للمعركة خطابًا مُخترَعًا قبل المعركة بشأن الأعمال الفذّة للنورمان، ويُستشهد به أحيانًا كدليل من تلك الفترة جيد عن الاعتداد بالنفس الذي اتّسم به النورمان.

## خلفية المعركة
اعتلى ديفيد العرش الإسكتلندي بدرجة كبيرة بفضل دعم صهره هنري الأول ملك إنجلترا، وقد حاول إعادة صياغة إسكتلندا لتشبه أكثر إنجلترا في ظلّ حُكم هنري. أدخل ديفيد تغييرات سلمية في مناطق إسكتلندا التي كان يسيطر عليها بشكل فعلي، وشن حملات عسكرية ضد حكام المناطق شبه المستقلة لإعادة تأكيد سلطته؛ في جوانب الإدارة، والحرب، وإعادة تأهيل الأراضي المستعادة، اعتمد ديفيد على العقول والموارد من أراضي الأنجلو-نورمان. أدت وفاة هنري الأول في العام 1135 إلى إضعاف إنجلترا، وجعلت ديفيد أكثر اعتمادًا على رعاياه في المناطق التي يحكمها، ودفعته للتفكير بالسيطرة على مناطق كبيرة من شمال إنجلترا.
اعتزم هنري الأول أن تحكم من بعده ابنته ماتيلدا، وفي العام 1127 جعل النبلاء يقسمون على دعم خلافة ماتيلدا (كان ديفيد أول شخص من خارج المؤسسة الدينية يفعل ذلك). عارض العديد من كبار الشخصيات وبارونات الإنجليز والنورمان ماتيلدا لأنها كانت متزوجة من جيفري الخامس، كونت أنجو. إنما بعد وفاة هنري، استولى على العرش ستيفن، الأخ الأصغر لثيوبالد الثاني، كونت شامبانيا.
عندما تُوّج ستيفن في 22 ديسمبر، لجأ ديفيد إلى خيار الحرب. بعد شهرين من الحملات في شمال إنجلترا، جاء الاتفاق على معاهدة سلام تتنازل عن كمبرلاند لصالح ديفيد. بالإضافة إلى ذلك، سُمّي ابن ديفيد هنري إيرل هانتينغدون. ورفض ديفيد أداء قسم الولاء لستيفن، لأنه كان قد أقسم سابقًا على الولاء لماتيلدا.
في ربيع 1137، غزا ديفيد إنجلترا مرة أخرى: وسرعان ما جرى الاتفاق على هدنة. وانتهت مدة الهدنة في نوفمبر؛ حينها طالب ديفيد بأن يصبح إيرلًا لكل أرض أرلية (مقاطعة) نورثمبرلاند القديمة. رفض ستيفن، وهكذا غزا ديفيد إنجلترا للمرة الثالثة في يناير 1138.

## الحملات في العام 1138 قبل المعركة

### غزو ديفيد لنورثمبرلاند
في البداية، هاجم ديفيد القلاع الإنجليزية الواقعة على حدود تويد. كانت قلعة نورام ملكًا لأسقف درم وكانت حاميتها ضعيفة؛ فسقطت بسرعة. بعد إخفاقه في الاستيلاء السريع على القلعة في وارك على نهر تويد، قسّم ديفيد القوات لمحاصرتها، وتوغل في نورثمبرلاند، مطالبًا بتحصيل الإمدادات بالقوة من المستوطنات وتجنُّب نهب أو حرق المراكز الدينية.

### الذعر من هجمات العبيد الإسكتلنديين والأنجلو-نورمان
روّعت تصرفات الجيش الذي غزا إنجلترا في أوائل العام 1138 المؤرخين الإنجليز. يسجّل ريتشارد من هيكسام ما يلي:
«جيش مقيت، أكثر فظاعة من الوثنيين، لا يخاف الله ولا يُقيم وزنًا للإنسان، ينثر الخراب في جميع أنحاء المقاطعة، ويذبح أينما اتجه الناسَ من كلا الجنسين، من جميع الأعمار والطبقات، ويدمّر وينهب ويحرق البلدات، والكنائس، والبيوت».
غالبًا ما يُدين مؤرخو الأديرة عمليات النهب التي تقوم بها الجيوش الأجنبية وأحيانًا حتى تلك التي يفعلها حكامهم، لكن بعض القوات الإسكتلندية كانت تجاوزت فظائع «الغزو» المعتاد للنورمان، من خلال أخذهم الممنهج للنساء والأطفال عبيدًا. في العالم السلتي آنذاك، اعتُبر الاستعبادُ مصدرًا مدرًّا للربح، مثل (وليس أكثر استهجانًا بكثير من) نهب الماشية.
«ثم (من المروّع ذِكرُ أنهم) أخذوا، وكأنما مثل الغنائم، النبيلات والعذارى العفيفات، مع غيرهن من النساء. وكُنّ عاريات، مقيَّدات، مجمّعات معًا؛ مُقاداتٍ بالسياط والأحزمة، سِرن أمامهم مضروباتٍ بالسياط، وتعرّضن للوخز بالرماح وغيرها من الأسلحة. حدث هذا في حروب أخرى، ولكن في هذه الحرب، تجاوز الأمر حده بكثير».
إن هذه التفاصيل تدعم ما أورده المؤرخون عن الاعتداء الجنسي على العبيد والذبح اللامبالي للأشخاص الذين اعتُبروا بلا فائدة:
«بالنسبة للمرضى طريحي الفراش، والنساء الحوامل ومَن هُنّ في المخاض، والأجنة في الأرحام، والأطفال الأبرياء الرُضّع، أو في حجور أمهاتهم، والأمهات أنفسهن، والرجال المسنين والنساء العجائز، والأشخاص الضعفاء لأيما سبب، فحيثما وجدوهم، أعملوا بهم السيف، وطعنوهم بالرماح؛ وكلّما ألحقوا بهم ميتةً شنيعةً، تسبّب ذلك للجنود بفرح أكبر».
في فبراير، زحف الملك ستيفن شمالًا على رأس جيش لمواجهة ديفيد. إنما تمكن ديفيد في الفرار منه، وعاد ستيفن جنوبًا.